# Gerhard Reiher
Gerhard Ernesto Reiher Lagos (Osorno, 21 de abril de 1968) es un exfutbolista chileno. Jugaba de portero y militó en diversos clubes chilenos. 

## Trayectoria
Oriundo de Osorno, se unió a Provincial Osorno en 1985 con el entrenador Sergio Gutiérrez. Formó parte del plantel campeón de la Primera B en 1990, y que al año siguiente descendió tras finalizar en la última posición.En 1992 defendió los colores de Deportes Concepción, donde fue el suplente de Gustavo Roverano. En 1993 fichó por Deportes La Serena, donde fue tercer arquero tras Roberto Rojas y Quemel Farías;en 1994 de Farías, y en 1995 nuevamente de Farías y Ubaldo González. En la última campaña, formó parte del plantel que descendió a Primera B.
En 1996 fue parte del plantel que se coronó campeón de la categoría de plata del fútbol chileno. Se retiró del fútbol profesional a fines de la temporada 1997, defendiendo los colores del equipo papayero.
En 2008, formó parte del cuerpo técnico de Mario Vanemerak en Provincial Osorno como Preparador de Arqueros.Tras el despido del argentino, se hizo cargo de dirigir el plantel en las últimas fechas del Torneo Clausura.

## Selección nacional
Ha sido internacional con la Selección de fútbol sub-20 de Chile disputando el Mundial de Fútbol Juvenil de 1987, formando parte del conjunto que quedó finalmente con el cuarto lugar.

### Participaciones en Copas del Mundo
| Mundial                        | Sede  | Resultado    |
| ------------------------------ | ----- | ------------ |
| Mundial Juvenil Sub-20 de 1987 | Chile | Cuarto lugar |

## Clubes

### Como jugador
| Club                | País  | Año       |
| ------------------- | ----- | --------- |
| Provincial Osorno   | Chile | 1987-1991 |
| Deportes Concepción | Chile | 1992      |
| Deportes La Serena  | Chile | 1993-1997 |

### Como entrenador
| Club              | País  | Año  |
| ----------------- | ----- | ---- |
| Provincial Osorno | Chile | 2008 |

## Palmarés

### Campeonatos nacionales
| Título    | Club               | País  | Año  |
| --------- | ------------------ | ----- | ---- |
| Primera B | Provincial Osorno  | Chile | 1990 |
| Primera B | Deportes La Serena | Chile | 1996 |